# Ipaba
Ipaba é um município brasileiro no interior do estado de Minas Gerais, Região Sudeste do país. Localiza-se no Vale do Rio Doce e pertence ao colar metropolitano do Vale do Aço. Sua população recenseada em 2022 era de 17 136 habitantes.

## História
A área do atual município de Ipaba foi explorada pela primeira vez por João Antônio de Oliveira, João Caetano do Nascimento, João da Cruz e João Tomás, abrindo caminho para a formação do povoado de Ipaba. O topônimo recebido provém da palavra tupi upaba, que significa "terra de muita água". Pela lei estadual nº 8.285, de 8 de outubro de 1982, foi criado o distrito subordinado a Caratinga, com terras desmembradas do distrito de São Cândido. A emancipação foi decretada pela lei estadual nº 10.704, de 27 de abril de 1992, instalando-se em 1º de janeiro de 1993. Em 15 de junho de 1998, pela lei municipal nº 242, houve a criação do distrito de Vale Verde de Minas.
Na madrugada de 17 de outubro de 1988, Ipaba foi atingida por uma tempestade de granizo severa que deixou 280 casas destruídas e outras dezenas destelhadas, além de 150 pessoas desabrigadas. A localidade ficou sem energia elétrica e as estradas de acesso ficaram intransitáveis.

## Geografia
De acordo com a divisão regional vigente desde 2017, instituída pelo IBGE, o município pertence às Regiões Geográficas Intermediária e Imediata de Ipatinga. Até então, com a vigência das divisões em microrregiões e mesorregiões, fazia parte da microrregião de Caratinga, que por sua vez estava incluída na mesorregião do Vale do Rio Doce.

## Infraestrutura
A cidade abriga a Penitenciária Dênio Moreira de Carvalho, que foi inaugurada em 1995 e tem capacidade para 348 presos em celas individuais. Em setembro de 2015, cerca de 230 presos estavam estudando e 400 trabalhavam, sendo considerada um dos principais complexos penitenciários do estado.

## Povoados
- Água Limpa dos Gonçalves
- Água Limpa dos Vieiras
- Água Limpa dos Antunes
- Beija-Flor
- Vila dos Vianas